# 音響兵器
音響兵器（おんきょうへいき、英: sonic weapon）は、音波を投射することにより、人の行動能力・判断能力を奪うことや聴覚器官や脳にダメージを与えたり、物体を破壊することを目的とする兵器である。ただし、出力を調整すると兵器としてだけでなく音響装置（スピーカー）としても利用可能な物もあり、どこまでが音響兵器に当たるか若干曖昧な場合がある。

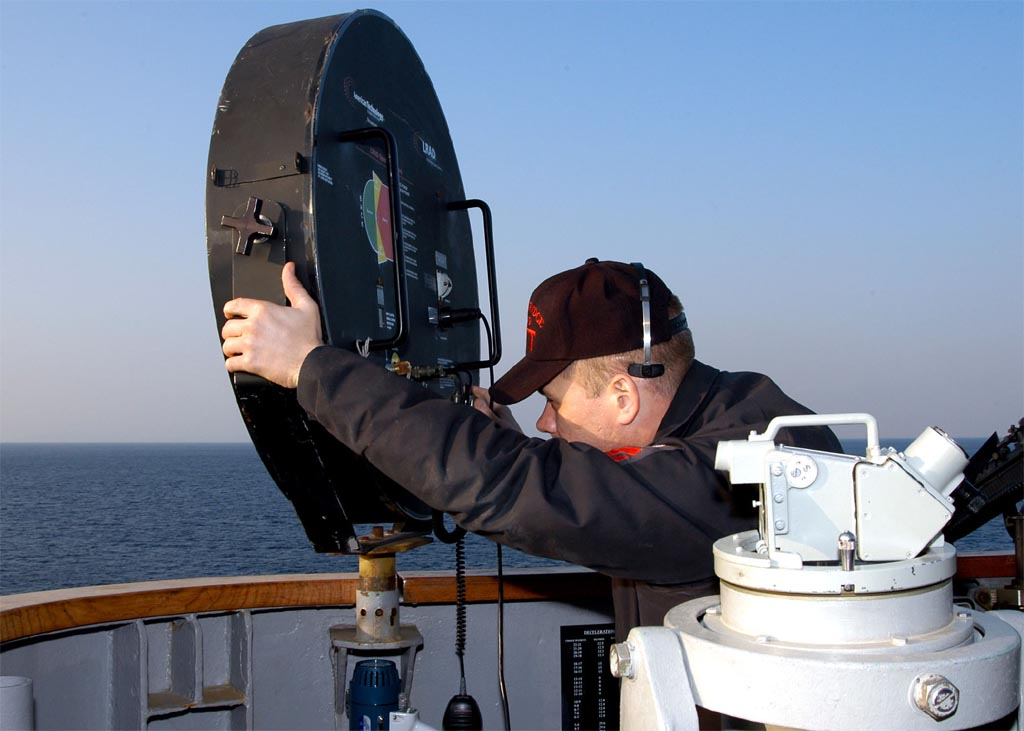
USSブルー・リッジ (揚陸指揮艦)で使用されている長距離音響装置（LRAD）

## 概要
音波は通常、発生源から放射状に広がる（膨張する球面のように広がる）波の性質を持つが、音響兵器となる物では兵器後方の味方に被害が出ぬよう指向性を持たせるのが一般的である。これにより選択的に影響を与え得る物となっていることが一般的である。
2005年11月には、米国の民間・商用豪華客船がソマリア沖で武装海賊の襲撃を受けた際、音響兵器の一種LRAD（後述）で海賊を撃退したことが報じられた。
米軍は音響兵器「LRAD」を大量に配備している。イスラエル軍は音響兵器「スクリーム（叫び）」を用いることがある。また、2017年にロシアがキューバ国内で米国大使館員に対して用いた疑いが持たれている（後述）。
なお、いくつかの国の警察などで、対人用で非殺傷性（生命に危険を及ぼさない）のものが導入され、デモを妨害したり、暴動鎮圧などに用いられ、転倒や打撲の危険がつきまとう高圧放水などよりも"安全"であることが期待されているが、実際には、人が大音圧に曝された場合（特に130 dB SPL以上では瞬間的であっても）、2008年時点の医学では治療困難な音響性外傷や感音性難聴などの障害が残る可能性があるとされ、完全に無害であるとは限らない。

## 歴史
これに類する装置のアイデアは古く、音響装置を用いて破壊力や殺傷力の実現もしくは心理的ダメージを与えることを目的とした兵器などは、1960年代から1970年代に旧ソビエト連邦が低周波を利用した物を実用化した、とする説もある。しかしこの旧ソ連の低周波兵器は、存在はおろかその情報自体が不明確であるため本記事では割愛する。
第二次世界大戦中にドイツ軍は音波砲を秘密兵器として開発していたが、実戦には投入されなかったとされる。
ただし実際に確認できる範囲で、騒音を何らかの軍事的活動に利用した例はあり、ナチス・ドイツのユンカースJu 87が固定脚の構造から図らずもサイレンに似た音を発し、急降下爆撃時に爆撃目標周辺に恐怖心を引き起こしたのは有名で、後に威圧効果が認められて、空力式のサイレンが取り付けられたものもある。このほかV1飛行爆弾はジェットエンジンの構造から独特の飛行音を発生させたが、これが攻撃の標的とされたロンドン市民にストレスを与えている。

## 音響兵器の例や使用事例

### LRAD

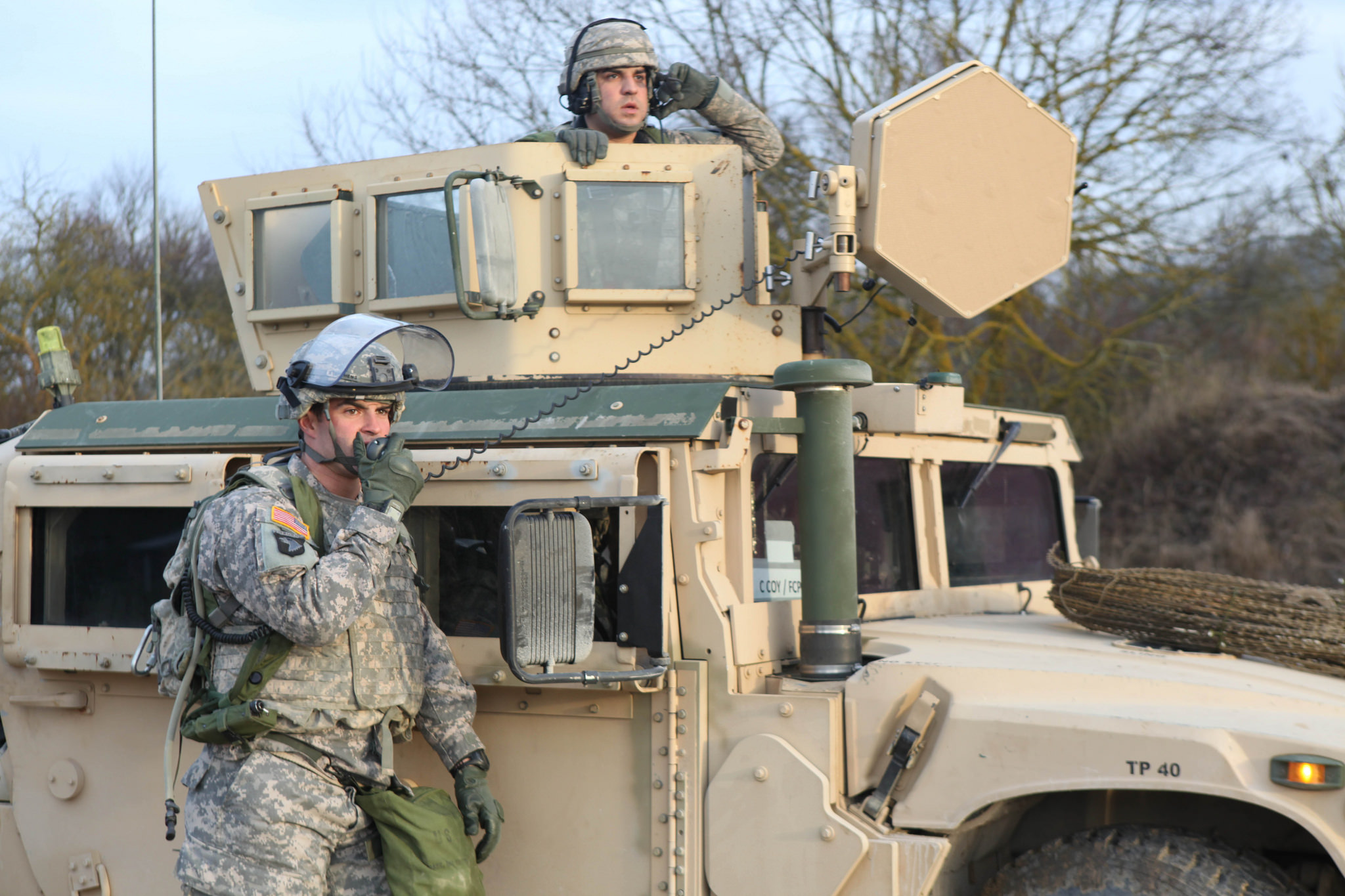
アメリカ軍のハンヴィーに搭載されたLRAD

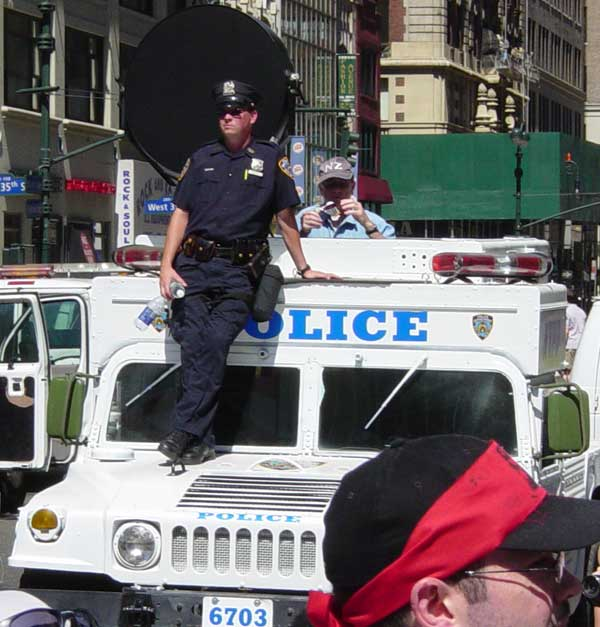
ニューヨーク市警の車両に配備されたLRAD

現用のものでは、LRAD Corporation製の長距離音響発生装置であるLRAD（long-range acoustic device）がイラク駐留米軍に配備されるとの報道が2004年にあり、メーカー発表によると300台以上配備されている。米軍が大量に配備している他、世界各国の軍隊・警察・消防機関に導入されている。
この装置はモデルによるが、直径80cm程度の椀型か四角形、あるいは六角形をしており、重量は30kg前後で、有効範囲にある対象に向け作動させる事で、攻撃の意欲を無くさせる効果もある。これは暴動などの際に催涙ガス（催涙弾など）を使用すると呼吸器疾患のある者が重体となったり死亡する危険性があるため、これに代わるものとしての利用が期待されている。ただしその一方で、断続的に強力な音波を照射された場合、聴覚障害の危険性があることも示唆されている。このため運用面では、制圧目的の場合には一度に数秒程度とし、連続照射を前提としていないことがメーカー側から示されている。
この装置は、指向性を持っているため距離の離れた限られた範囲内に音声メッセージを明確に伝えることにも利用でき、例えば災害発生時に相手側に無線受信機がなくても被災者に適切な指示を伝えたり、群衆の中の特定集団にのみ指示を出す（周囲の人間の妨げに成らない）事も可能である。
兵器の戦場での運用や成果は一般に報道されにくいものだが、2005年11月5日、エジプトからケニアへの航海途上にあった米国の民間・商用豪華客船がソマリア沖で武装海賊の襲撃を受けた際、LRADで海賊を撃退したことが報じられた。
また、2009年2月7日に報じられたところでは、日本の調査捕鯨船団が、調査捕鯨船に過激な妨害活動を行っているシー・シェパードに対し、2009年2月からLRADを用いて同団体の接近を阻止した。水産庁側は、事前に警察庁などと協議して国内法、国際法のいずれにも抵触しないことを確認し、「違法性は無い」とした。抗議船の船長は「この装置により妨害活動に集中することが困難になったことを認めざるを得ない」とコメントしたため、期待された効果を発揮しているようである。
2009年9月には、ピッツバーグ市警によって、アメリカのピッツバーグで開催されたG20サミットへの抗議デモに対しLRADが使用された。これはアメリカ国内で警察が使用した初めての例とされ、その後もしばしば使用されている。ピッツバーグでの2009年の実施では見物人が聴覚障害を被り、市は72,000ドルの賠償を行なった。
2020年、中東地域における日本関係船舶の安全確保に必要な情報収集活動のために派遣された海上自衛隊の護衛艦「たかなみ」には約1kmの射程を有するLRADが搭載された。
前述のように、武装が難しいがスペースに余裕のある民間の大型船が、テロリストなどの接近を妨害するため搭載している例がある。この他にも避難勧告やスポーツ会場での呼びかけ用として自治体などが導入している。

### スクリーム
なおイスラエルでは同国の陸軍が「スクリーム（叫び）」と呼ぶ、車載型の音響機器を使用して人に不快感や平衡感覚喪失を一時的に発生させる装備を採用、2005年にヨルダン川西岸のデモ隊追放に使用した。
この装備は10秒間隔で断続的に不快音を発生させる物で、人の平衡感覚を司る内耳に作用する周波数だという。ただこれも長時間照射では健康被害を与える危険性も指摘されている。

### 在キューバ米国大使館への音響攻撃
2017年には在キューバアメリカ大使館職員に対して「ロシアなどの第三国」が極秘のうちに（何らかの音響兵器を）使用した疑いが持たれている。AP通信の報道によると2016年秋頃からキューバ駐在アメリカ大使館職員５人が原因不明の聴覚障害の症状が出るという身体的被害を受けた。在キューバカナダ大使館でも少なくとも１人の外交官が聴覚障害の症状により治療を受けている。アメリカは大使館職員の「身体的被害」を理由に、5月23日に首都ワシントンD.C.駐在のキューバの外交官２人を国外追放処分にした。

### 水中音響装置
かつては潜水艦を攻撃するため、複数のスピーカーから出力された音波をアクティブフェイズドアレイの原理により集中させ衝撃波として当てるアイデアがあったが頓挫した。研究成果は尿路結石を体外から破壊する体外衝撃波結石破砕術（ESWL）の基礎となり、1980年にはドルニエ メドテックが製品化した。その後はコンピュータの計算速度や制御技術が進展したことでより小型の目標を狙うことも可能となったことから、艦船に向かってくる魚雷の信管を誤作動させるアクティブ防護システムへの応用も構想されている。

## フィクション
- 砂の器 - 超音波発生装置を凶器とする殺人を描く（ただし映画版およびその後のテレビドラマ版では登場しない）。
- コブラ (漫画) - 「地獄の十字軍」編で巨大なスピーカーの振動を兵器的に使用。
- ガリレオ (テレビドラマ) - 第2シーズン第九章で殺人に使用された。
- 死がふたりを分かつまで - 井川の運転するウニモグに搭載されていた。
- デューン/砂の惑星 - 声を増幅させて物質を破壊する兵器「モジュール」が登場する。
- 波よ聞いてくれ - 作中「波の智慧派」がLRAD的に使用することを計画している。
- 無敵超人ザンボット3 - 作中第6話にて主要メカ　ザンバードの武装として超音波兵器「トレンブルホーン」が使用された。なお、本武装は合体玩具用に考案されたものでもあり、本放送時より発売された大箱製品にはザンバード用の他にザンブル用の大型のものも付属している。